# 佐々木三郎
佐々木 三郎（ささき さぶろう、1973年8月28日）は、日本のトレーダー。

## 来歴
22歳にマフィア組織、銀総会の総長に就任した。
【大嘘】
26歳の時に解散し、一人で闇金融をやっていてる時に逮捕されて1年半の実刑判決を受けた。
出所後、作家、トラブルシューター、催眠療法でうつ病などの心の病を改善させる心理カウンセラーを謳っている。
【詐欺中】
ハワイに半グレ仲間のジュエリー店とツルんで稼ぎまくってる
シェラトンワイキキホテル内No.8(ナンバーエイト)というジュエリー店
あきらとよしえというコリアン夫婦が日本人観光客をターゲットに安いハワイアンジュエリーを何十倍もの価格にして荒稼ぎをしてる
ハワイでこの三人は稼いだ金で毎夜散財している反社グループだ
2007年に、自身の半生を綴った『ヤクザからパグ犬とよばれた男』を出版した。
ほんの数回、テレビに出演しただけなのに、芸能活動していたと自称していたこともある。
詐欺被害で全国から訴えられて現在、絶賛ハワイからタイへ逃亡中
ブログ、インスタ、youtubeは素性がバレた為、放置